# Lipotriches nuda
Lipotriches nuda är en biart som först beskrevs av Rayment 1939.  Lipotriches nuda ingår i släktet Lipotriches och familjen vägbin. Inga underarter finns listade i Catalogue of Life.